# Macroglossum pyrrhosticta
Macroglossum pyrrhosticta is een vlinder uit de familie Sphingidae, de pijlstaarten.
De spanwijdte varieert van 42 tot 56 millimeter.

## Verspreiding
De soort komt voor in Sri Lanka, het oosten van India, Nepal, Thailand, centraal en oostelijk China, Zuid-Korea, Noord-Korea, Japan , het zuiden van het Russische Verre Oosten, Taiwan, het eiland Luzon in de Filipijnen, het oosten van Maleisië, en Indonesië. De soort werd ook in Hawaï geïntroduceerd.